# Hélio Ferraz de Almeida Camargo
Hélio Ferraz de Almeida Camargo (6 de junho de 1922 - 14 de julho de 2006) foi um zoólogo e advogado brasileiro, que trabalhou principalmente com aves brasileiras. 

## Vida
Camargo nasceu em Piracicaba, São Paulo, em 1922, filho de Theodureto Leite de Almeida Camargo e Davina Ferraz de Almeida Camargo. Estudou Direito na Universidade de São Paulo, graduando-se em 1952. No entanto, ele tinha um profundo interesse  em zoologia e começou a trabalhar anos antes, em 1944, como estagiário no Departamento de Zoologia da Secretaria da Agricultura do Estado de São Paulo - que em 1969 se tornou o Museu de Zoologia da Universidade de São Paulo, sendo efetivado como biólogo em 1946.  Camargo começou a trabalhar com o Dr. Olivério Pinto, assumindo a administração da seção de aves do museu após sua aposentadoria. De 1966 a 1979, ele foi diretor substituto do museu, até se aposentar em 1980, mas continuou trabalhando como curador da seção de aves até 2001.  
A maior parte de seu trabalho foi com a diversidade de aves brasileiras, indo ao campo para coletar espécimes para o museu em vários biomas do país e publicando os resultados de suas observações. Em 1989, ele descreveu, com Rolf Grantsau, a nova espécie amazônica Amazona kawalli. Ele também trabalhou na seção de peixes do museu e, na década de 1950, estudou aranhas, nomeando até três novas espécies brasileiras: Parawixia inopinata Camargo, 1951, Wagneriana gavensis (Camargo, 1951) e Tetragnatha soaresi, que ele sinônimo de sinônimo júnior de T. longidens Mello-Leitão, 1945, em 1953.  

Em reconhecimento ao seu trabalho em ornitologia, o beija-flor Phaethornis ochraceiventris camargoi Grantsau, 1988, e o furnarídeo Heliobletus contaminatus camargoi Silva & Stotz, 1992, receberam seu nome.